# Alexandre Gavrilović
Alexandre Gavrilović (Straatsburg, 25 november 1991) is een Frans-Servisch basketballer.

## Carrière
Gavrilović speelde in de jeugd van SIG Strasbourg maar maakte daarna de overstap naar IMG Academy in de Verenigde Staten. In 2011 begon hij zijn collegebasketbalcarrière bij Dayton Flyers waar hij speelde van 2011 tot 2014. Hij speelde daarna nog een seizoen voor de Towson Tigers. In de NBA draft van 2015 werd hij niet gekozen. Hij keerde hierna terug naar Frankrijk en speelde twee seizoenen voor Chorale Roanne Basket.
In 2017 maakte hij de overstap naar Hermine Nantes Basket en speelde bij de club tot in februari 2018. Hij speelde de rest van het seizoen uit bij ALM Évreux Basket. Hij startte het seizoen 2018/19 bij de Franse club Antibes Sharks. Hij tekende in oktober 2018 bij het Bulgaarse BK Balkan Botevgrad. Na een seizoen in de Bulgaarse competitie, tekende Gavrilović bij het Wit-Russische BK Minsk waar hij ook een seizoen speelde. In 2020 tekende hij bij het Russische BK Nizjni Novgorod. Voor het seizoen 2021/22 tekende hij bij de Roemeense eersteklasser CSM Oradea.
In 2022 tekende hij bij de Belgische eersteklasser Union Mons-Hainaut en speelde er een seizoen. Het volgende seizoen speelde hij in Montenegro bij KK Mornar Bar. In april 2024 tekende hij bij de Turkse eersteklasser Bursaspor Basketbol. Hij verlengde er zijn contract voor het seizoen 2024/25.